# Евангелия Аманатиду
Евангелѝя (Лица) Аманатиду – Пасхалиду (на гръцки: Ευαγγελία (Λίτσα) Γεωργίου Αμμανατίδου-Πασχαλίδου) е гръцки политик от Коалицията на радикалната левица.

## Биография
Родена е в 1966 година в македонския град Солун и живее в Месимери. От 1978 година живее в Харманкьой (Евосмос). От 1984 година членува в Комунистическата партия на Гърция. В 2004 година е сред основателите на Коалицията на радикалната левица. Член е на Централния ѝ политически комитет. Избирана е за депутат от Втори Солунски район.